# 1971 års folkomröstningar i Schweiz
1971 års folkomröstningar i Schweiz ägde rum 7 februari och 6 juni 1971. Den första gällde införandet av kvinnlig rösträtt, och de följande två, som båda ägde rum 6 juni, gällde en ändring i konstitutionen för rätten till en säker arbetsmiljö respektive en federal resolution kring de federala finanserna.
Folkomröstningen den 7 februari var den första i sitt slag sedan 1959, vilken hade varit den första någonsin i denna fråga. 1959 års folkomröstning hade slutat i en seger för nej-sidan och kvinnlig rösträtt hade därmed inte införts på nationell nivå, något som hade lett till både strejker och protester bland aktivister. Däremot hade kvinnlig rösträtt under de tolv år som gått sedan dess införts i nästan tio kantoner samt på kommunal nivå i ett stort antal av kantonerna, och frågan var därför fortsatt aktuell.
Den slutade i en seger för ja-sidan med 66 % av rösterna. Därefter infördes kvinnlig rösträtt på nationell nivå i Schweiz. 
Både kvinnor och män fick rösta i de följande två omröstningarna den 6 juni. Båda förslagen blev godkända. 